# Артамонов, Виктор Алексеевич
Ви́ктор Алексе́евич Артамо́нов (9 октября 1873 — 23 августа 1942) — российский военачальник, генерал-майор.

## Биография
Виктор Алексеевич Артамонов родился 9 октября 1873 года.
В 1890 году закончил Симбирский кадетский корпус, в 1892 году — Павловское военное училище, а в 1900 году — Николаевскую академию Генерального штаба.
Служил в лейб-гвардии Волынском полку.
В 1901 году Виктор Артамонов был назначен старшим адъютантом штаба 15-й пехотной дивизии, в следующем году — помощником старшего адъютанта и в 1904 году — старшим адъютантом штаба Одесского военного округа.
В качестве военного агента работал с 1907 по 1909 годы в Греции и с 1909 по 1918 годы в Сербии.
С 1919 по 1920 годы Виктор Алексеевич Артамонов являлся представителем главнокомандующего ВСЮР Деникина, а затем главнокомандующего Русской армией Врангеля в Белграде.
В 1920 году принимал активное участие в переезде в Сербию и устройстве 3 русских кадетских корпусов и 2 женских институтов, затем служил в армии Королевства СХС.
Виктор Артамонов умер 23 августа 1942 года в госпитале в Панчево. Похоронен в Панчево.

### Семья
Жена — Людмила Михайловна Артамонова (урожд. Гаусман; 7.3.1876 — 1951).
Дети — Михаил, Николай, Сергей.

## Награды
- орден Св. Станислава 3-й ст. (1905);
- орден Св. Анны 3-й ст. (1906);
- орден Св. Анны 2-й ст. (06.12.1912);
- орден Св. Владимира 4-й ст. (06.12.1913);
- орден Св. Владимира 3-й ст. (ВП 22.03.1915);
- орден Св. Станислава 1-й ст. (ВП 06.12.1916);
- Высочайшее благоволение (ВП 30.07.1915; за отлично-ревностную службу и особые труды, вызванные обстоятельствами текущей войны)[1].